# Mbiás
Os  mbiás, também chamados  Mbyá, M'byá, Guarani Mbya,Mbyá-Guarani ou embiás, são um subgrupo do povo guarani que habita a região meridional da América do Sul, em um amplo território,  no qual se sobrepõem os Estados nacionais paraguaio, brasileiro, argentino e uruguaio. Apesar de se reconhecerem cotidianamente pela forma "Mbyá",  sua  autodenominação  é Nhandeva, termo que quer dizer "nós" ou "nossa gente", sendo também a autodenominação de vários outros grupos guaranis. Para se referirem ao grupo  identificado pela literatura etnográfica como Nhandeva, os Mbyá usam geralmente a palavra chiripá. Os dois grupos reivindicam para si, com exclusividade, a categoria de legítimos índios guarani.:31
A autodenominação ritual dos Mbyá é Jeguakava Tenonde Porangue'í ('os primeiros escolhidos para levar o adorno sagrado de plumas' ou 'os primeiros adornados').
Em razão da proximidade dialetal e ritual, linguistas e antropólogos consideram  os embiás, juntamente com os caiouás, nhandevas, avá-chiriguanos, guaraios,  chanés  (ou izoceños, habitantes dos banhados de Izozog)  e  tapietés , como subgrupo da grande etnia guarani.

## Pré-história
Não são poucos os vestígios arqueológicos que apontam para a presença guarani desde tempos remotos em uma ampla faixa de terra na América do Sul pré-cabralina.
Não há consenso entre os especialistas quanto à sua chegada à região do Cone Sul, onde foram encontrados na época do descobrimento. Alguns arqueólogos estimam que, entre 3 000 e 5 000 anos atrás, os coletivos proto-guaranis, motivados talvez por um aumento populacional, migraram da região da Bacia Amazônica para o sul, ocupando territórios onde já se encontravam outros grupos humanos. Apesar de apresentarem uma dinâmica de mobilidade própria, os grupos proto-guaranis não eram propriamente nômades que dependiam de atividades de extração e caça, mas possuíam, como base de sua alimentação, uma variedade considerável de sementes, legumes e tubérculos que cultivavam no meio da selva, através da abertura de clareiras por meio de queimadas controladas.

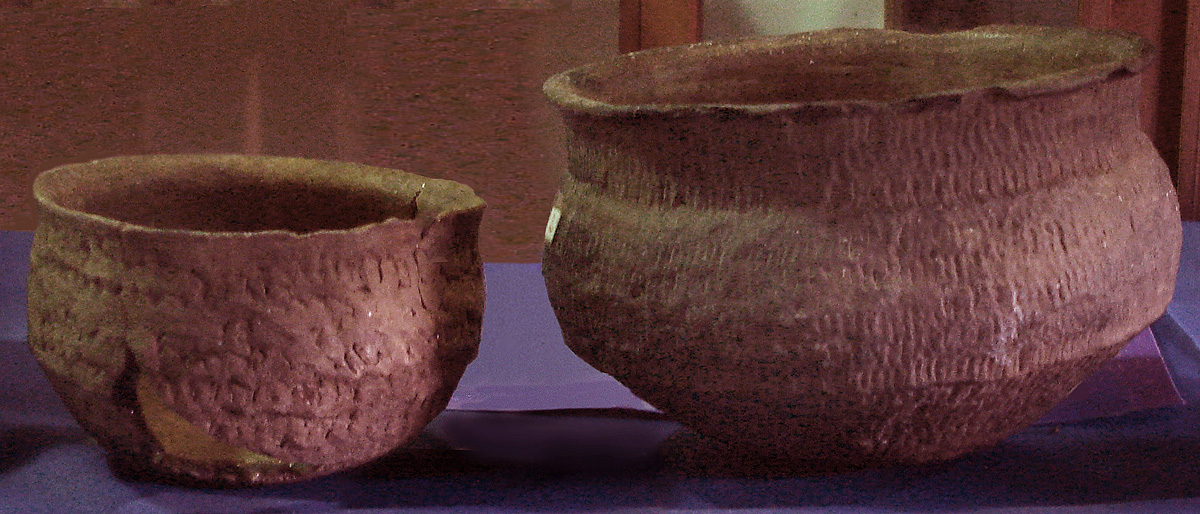
Antigas panelas guaranis utilizadas como urna funerária. Em exposição no Museu Farroupilha.

Os grupos proto-guaranis dos quais descendem os embiás eram também hábeis ceramistas e cesteiros, produzindo toda sorte de objetos que necessitavam para conseguir, preparar e servir a alimentação de que dispunham. Nos sítios arqueológicos proto-guaranis, são raros os vestígios de fibras vegetais, porque não resistem ao tempo. No entanto, as grandes panelas de barro utilizadas como urnas funerárias, os fiadores, pontas de flecha e outros apetrechos de materiais inorgânicos são mais comumente encontrados.
É possível inferir, a partir da localização dos sítios arqueológicos, que os grupos guaranis, em um período anterior ao contato com os europeus, estavam presentes em espaços ambientais que hoje identificamos como domínio da Mata Atlântica, Floresta Ombrófila Densa, Floresta Ombrófila Mista, Floresta Estacional Semidecidual, Floresta Estacional Decidual, entre outras formações vegetais. Em grupos familiares mais ou menos extensos, retiravam destes ambientes tudo o que necessitavam para a  sua existência, desde a coleta de frutos e plantas medicinais, passando pela construção de casas e preparação de armadilhas para a caça, bem como a confecção de cestaria e cerâmica e outras peças utilitárias.

## História

### Missões Jesuíticas

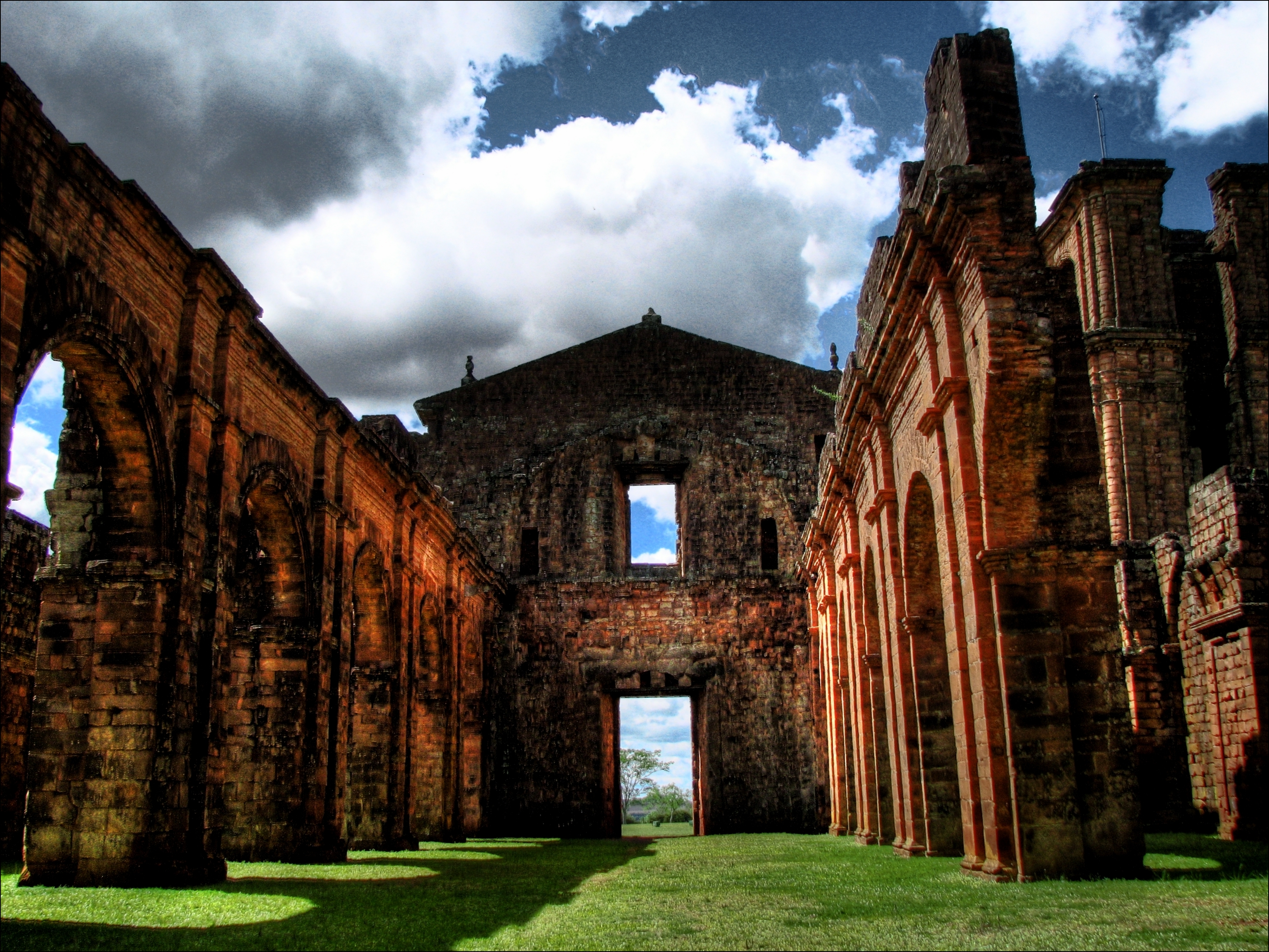
Ruínas da Catedral de São Miguel Arcanjo

Foram conhecidos no século XVIII como habitantes da selva do Mba'everá. Àquela época, habitavam, entre outros pontos, as selvas entre o Rio Acaray e o Rio Monday. Receberam, também, o nome de tarumá e, posteriormente, ficaram também conhecidos como: apyteré, tembekuá (queixos furados), tambeaopé (portadores da tanga), ka'yngua, ka’yguá ou também cainguá (habitantes das matas) e baticola .
Não há consenso entre os antropólogos em torno da ancestralidade dos grupos contemporâneos embiás, nhandevas e caiouás, se seus ancestrais teriam ou não sido aldeados pelos padres jesuítas. Uma das hipóteses aponta para a possibilidade dos embiás e dos caiouás terem resistido à conquista espiritual e à redução nas Missões Jesuíticas, enquanto os Avá katu eté ou Nhandeva serem descendentes dos guaranis que participaram do processo evangelizador levado a cabo pelos jesuítas.. Outra tese considera que nenhum desses grupos teria se submetido ao processo missionário, escolhendo conservar sua independência através de deslocamentos frequentes por terras onde hoje estão o Paraguai, o Brasil e Argentina. A diferença entre eles se daria conforme níveis distintos de manutenção de laços de parentesco e afinidade com grupos guaranis reduzidos durante o período das missões. Esta tese defende, ainda, que muitos desses grupos guaranis missionados sobreviventes teriam ido viver junto aos habitantes da mata no percurso e conclusão da Guerra Guaranítica.
Ambas as possibilidades visam a explicar modificações na cosmologia guarani pela incorporação controlada de elementos de matriz europeia que persistem até os dias de hoje. Entre esses elementos, encontra-se o abandono da antropofagia, a incorporação de elementos da escatologia cristã ao seu xamanismo e, no caso dos embiás e dos nhandevas, a reprodução e a utilização de certos objetos trazidos pelos jesuítas: entre estes, instrumentos musicais como o ravé (rabeca) e o mbaraká (violão).

#### Guerra do Paraguai

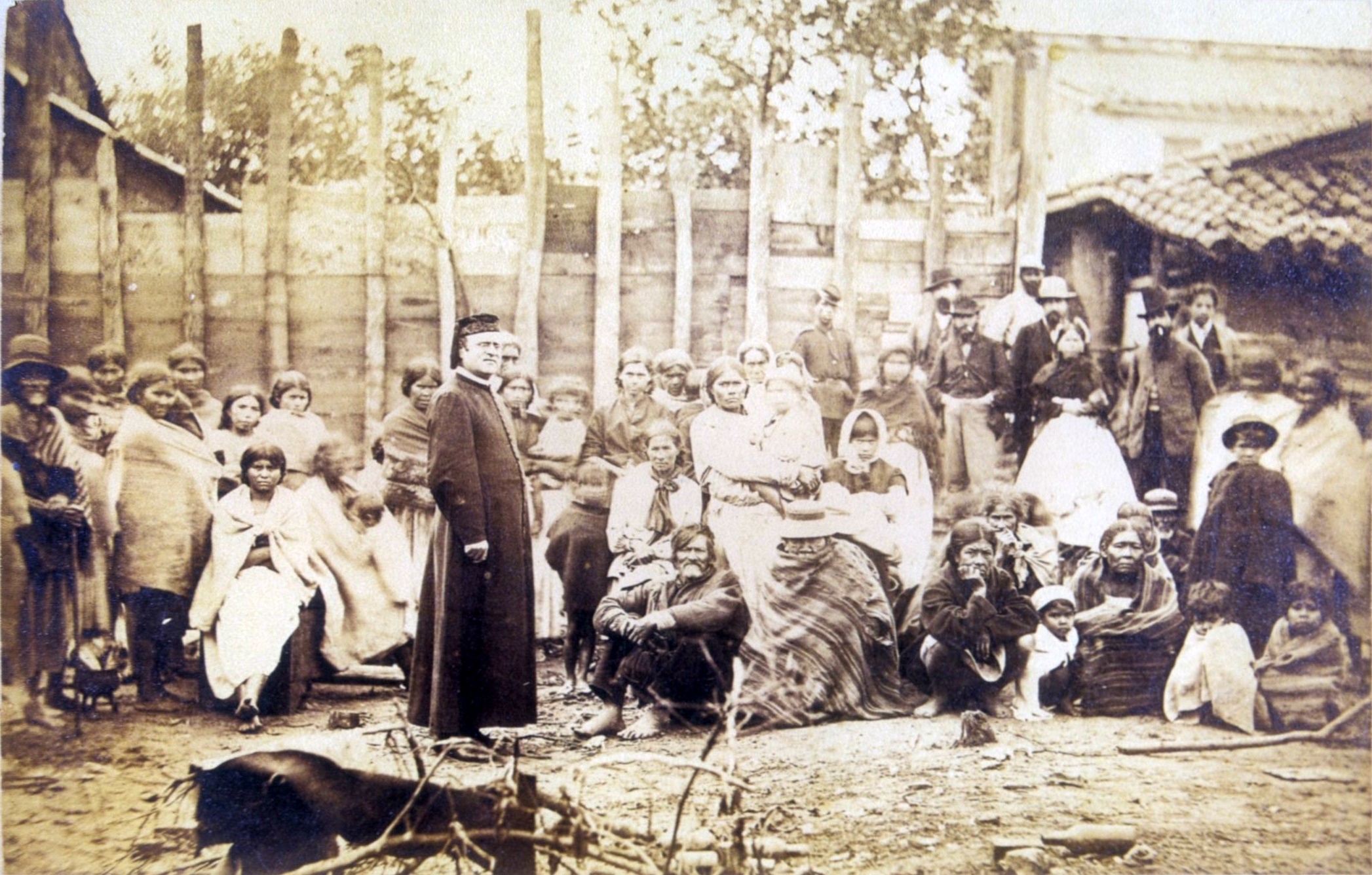
Em 1869, com o fim da Guerra do Paraguai, um clérigo brasileiro se posta em frente a mulheres e idosos indígenas sobreviventes: entre estes, estão alguns guaranis embiás (no canto inferior, à direita).

Uma das Populações mais afetadas durante a Guerra do Paraguai, muitos guaranis, entre eles os embiás, foram obrigados a lutar tanto do lado paraguaio quanto do lado brasileiro. Não existem estimativas quanto ao número de guaranis, entre guerreiros e civis, mortos nesta guerra, uma vez que eram classificados como camponeses e soldados pelo estado paraguaio nas políticas de negação étnica, muito comuns à época.
A Guerra do Paraguai é considerada um dos maiores massacres da história das Américas. Os historiadores divergem enormemente a respeito do número de mortos e do tamanho do território perdido pelo Paraguai. Na história oral embiá, existem diversas narrativas em torno da Guerra do Paraguai. Muitas falam das terríveis violências sofrida pelos antepassados, do alistamento obrigatório que levaria os homens aos frontes de batalha e da evasão das regiões onde ocorreu o conflito.

## Demografia
No Paraguai, o censo de 1981 indicou a existência de 5 500 pessoas da etnia embiá. No de 1992, foram registrados 4 744. Para o Foro de Entidades Privadas Indigenistas, em 1995 havia 10 990 representantes da etnia. Essas diferenças se devem à resistência que esta coletividade ameríndia possui aos censos nacionais. Outras estimativas no ano de 2000 os elevam a 12 100 no território paraguaio.
Na região argentina de Misiones, coexistem com eles, nas mesmas comunidades familiares, grupos de Xiripá-guarani (ou Avá katú eté) e Kaiová-guarani (ou Paí Tavyterá). Existem, lá, 74 comunidades (tekoás) e sua população total, aproximada, é de 3 000 pessoas no território argentino. Duas grandes comunidades missioneiras, Fortin Mborore e Yriapú - nas cercanias de Iguazú - concentram mais de seiscentas pessoas, muitas delas vindas do Paraguai e do Brasil.
No Brasil, a população embiá concentra-se nas regiões sul e sudeste, junto às serras atlânticas que do litoral. Existem alguns grupos de pequeno e médio porte em poucas terras indígenas demarcadas continente adentro.. É comum também encontrarem-se em acampamentos nas beiras das estradas nos estados de Paraná, Santa Catarina e Rio Grande do Sul, principalmente junto à BR-101 e à BR-116. Segundo o Instituto Socioambiental, a etnia guarani embiá no Brasil conta com, atualmente, cerca de 8 400 pessoas. Há, também, coletivos do povo embiá originários de uma única família que, após a Guerra do Paraguai, migrou para a Região Norte do Brasil, se estabelecendo nas matas dos estados do Pará e Tocantins e, com o tempo, se dispersando também em pequenos grupos familiares pelo Centro-Oeste brasileiro.
Há, ainda, um número reduzido da etnia habitando terras no Uruguai, dividido entre a Tekoá Marae´i, nas proximidades de Santiago Vázquez, e a Quarta Seção do Departamento de Treinta y Tres.

## Atualidade

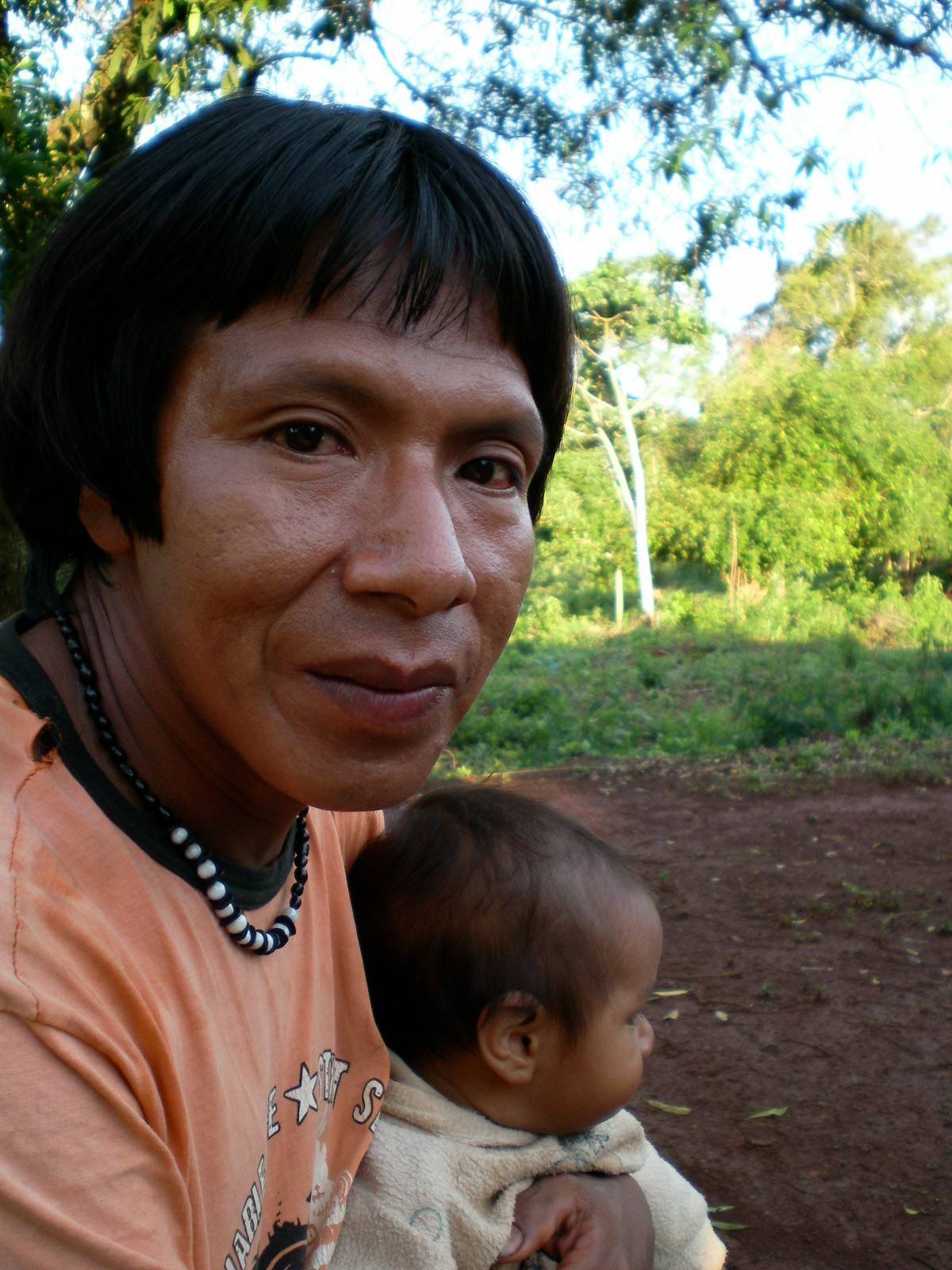
Líder guarani embiá na tekoá Yriapú, em Misiones, na Argentina

#### Organização espacial
Em geral, os mbiás vivem em pequenos grupos de quatro ou cinco famílias. Os grupos se distribuem entre acampamentos provisórios e aldeias. Os acampamentos provisórios se localizam geralmente na beira de estradas, sendo locais de comercialização do artesanato. As aldeias são assentamentos maiores mais perenes, existindo dentro de áreas demarcadas mas também fora delas. São denominadas tekoa, idealmente locais onde o modo de vida tradicional, o ñande reko, pode ser reproduzido. São caracterizadas pela presença da casa de reza (a opy), onde são realizados rituais, e também pela existência de mata circundante, de roças e de uma fonte de água, mas nem sempre essas condições naturais são possíveis. Os mbiá praticam caça, pesca e coleta, e produzem em suas roças, cujos principais cultivos são milho (avatí), mandioca (mandió), batata, amendoim (manduí), feijão (kumandá), abóbora (mindain) e melancia (janjau)[26][27]. Hoje, os espaços habitados pelas comunidades cada vez menos permitem uma extração natural de recursos, tornando necessário o consumo de produtos industrializados.
As comunidades sempre possuem lideranças, sendo geralmente duas: a espiritual, que corresponde ao xamã (karaí) responsável pelo contato com o sobrenatural; e a política, o cacique (Mburuvichá), responsável pelo contato com o exterior. Às vezes essas duas lideranças podem se condensar em uma pessoa.
Os mbiás estão presentes geograficamente desde o Rio Apa até o rio Paraná ao sul do Paraguai, principalmente espalhados pelo departamento paraguaio de Guairá. Também habitam a província argentina de Misiones e áreas do sul e sudeste do Brasil, alcançando o litoral brasileiro. Este recorte geográfico multinacional corresponde ao seu “território originário”. Sendo a mobilidade uma de suas principais características, os Mbyá estão sempre circulando entre esse território. Entretanto, as fronteira nacionais, os limites das propriedades privadas e a concepção estatal de reserva indígena como um espaço delimitado e isolado têm dificultado a prática dessa característica cultural.

#### Cultura
Os embiá falam um dialeto guarani que difere do falado no Paraguai, tanto na fonética, quanto na morfologia, na sintaxe e no léxico. O dialeto divide-se ainda em dois sub-dialetos: o tambéopé e o baticola. Vários homens embiás são trilíngues, falando o embiá, o guarani paraguaio e o castelhano nos territórios de língua castelhana. Os que moram no Brasil falam, também, o português[25].
A palavra tem uma importância central na cultura mbiá. Sendo uma cultura tradicionalmente ágrafa, a palavra é o único meio de transmissão dos costumes e do conhecimento. É na conversa em volta do fogo, acompanhada do chimarrão e do cachimbo (petyngua), e também nos rituais realizados na casa de reza, que o saber é transmitido. A fala é um atributo divino, fruto de uma inspiração cósmica. O principal espírito constituidor dos seres humanos é, segundo a tradição mbiá, um espírito-palavra (nhe’e), que representa a voz, a eloquência, a oralidade, derivado dos deuses. As boas falas são muito valorizadas, e o diálogo é o principal meio de negociação dos mbiá com a sociedade englobante. Falar a língua indígena é um marco identitário para o grupo. Para ser mbiá é necessário falar a língua e viver entre os parentes.
A concepção de família e parentesco deste grupo se relaciona diretamente com sua mobilidade espacial, característica marcante da etnia. A estrutura social mais básica do grupo é a família nuclear, seguida da família extensa, composta por todos parentes consanguíneos. Existe, entretanto, uma denominação genérica para parente, que corresponderia a retarã. Todos os mbiá são retarã, ou seja, todos são considerados parentes com quem se pode estabelecer relações.  
Essa concepção ampla de comunidade é uma das responsáveis pela mobilidade territorial mbiá. Os indivíduos e as famílias dessa etnia estão sempre em movimento, raramente se mantendo mais do que um ou dois anos em cada local. Circulam entre as várias aldeias e acampamentos de seu povo, visitando parentes, espalhando notícias, participando de rituais e de atividades que exijam trabalho coletivo (por exemplo construções), procurando casamentos, trocando objetos, etc. A morte, a doença, a falta de condições de sobrevivência e conflitos políticos dentro da comunidade também podem ser motivos de migração. O caminhar (jeguatá), assim como a fala, também possui uma dimensão divina. Faz parte da construção identitária dos mbiá.
Os rituais são momentos especiais coletivos da comunidade. Um dos ritos mais tradicionais é o Ñemongarai, o ritual de nominação das crianças. Acontece no auge da colheita do milho. Nele, um xamã que não pertence a comunidade (nota-se um estímulo cultural a mobilidade) nomeia as crianças da aldeia. Baseado nos comportamentos da criança, o xamã consegue descobrir qual divindade do panteão mbiá enviou seu espírito-palavra, e dá um nome relacionado à divindade e a suas características. Este momento é considerado o de efetiva integração do espírito ao corpo da criança, quando ela passa a ser considerada um/uma mbiá.
Em geral, os momentos de fartura e de colheita são celebrados com rituais coletivos, quando há condições para isso. Quando vários grupos se encontram em alguma aldeia, para resolver questões políticas ou realizar celebrações, é comum a ocorrência de um ritual de recepção, repleto de dança e música. Estes encontros coletivos são marcados pelo diálogo, pela produção de alimentos tradicionais e por um clima de felicidade, dada a importância do coletivo e do encontro de parentes para os mbiá.

#### Saúde, xamanismo e cura
O confinamento em áreas pequenas e o desaparecimento dos espaços necessários para o sustento de seu modo de vida tradicional tem feito com que os embiás se vejam obrigados a adotar certos aspecto da vida dos juruá (palavra que significa boca com pelos designa os eurodescendentes), acarretando graves e progressivos males a sua saúde. Doenças antes desconhecidas pelas comunidades atingem hoje as aldeias, fazendo necessário recorrer à medicina e as práticas de cura da sociedade englobante.
Os karaí (Opy'guá ou senhor da Opy) - xamãs rezadores mbiás - são os encarregados de curar com as plantas medicinais, influenciar o clima, prever eventos futuros, propiciar boas caçadas e colheitas, dirigir cantos e danças rituais e descobrir o nome-espírito sagrado das crianças pequenas. Sua função mais importante seria o relato dos mitos de criação, aos quais também se atribuem poder curativo. Existem, entre eles, divisões de acordo com a idade, experiência e conhecimento: no entanto, essas divisões não são propriamente hierárquicas, mas sim formas de classificações sócio-cosmológicas que lhes são próprias. Tanto homens quanto mulheres podem ser xamãs, sendo os homens referidos como karaí e as mulheres como kunhã-karaí. A medicina tradicional mbiá também tem sido impactada com o desmatamento progressivo: muitos xamãs já não encontram mais tão facilmente as ervas que necessitam para os tratamentos. Como consequência, alguns jovens já não possuem mais grandes saberes sobre as plantas medicinais[29].

#### Situações diversas
A situação em que se encontram as comunidades mbiá é diversa. Há grupos nas florestas do Paraguai e no grande Chaco que permanecem relativamente distantes da sociedade. Por outro lado, na Argentina, existem comunidades que, confinadas em reservas, encontram sua única fonte de alimento na merenda escolar distribuída nas escolas bilíngues. Os grupos familiares que circulam fora das aldeias e das terras indígenas, tanto na Argentina como no Brasil, vivem da venda de artesanatos, produzidos tendo como referência objetos de sua cultura material e imagens de sua cosmologia[30], e da prestação de serviços agrícolas nas propriedades privadas. Quando se estabilizam em algum local, podem também conseguir também auxílios governamentais.

No Brasil, tem se visto ainda, na última década, a organização de grupos de cantos e danças de crianças e jovens mbiás que se apresentam em certas ocasiões em escolas e universidades. Alguns desses grupos, através de alianças com grupos da sociedade eurocentrada, registraram seus cantos em CDs que comercializam junto aos artesanatos como meio de complementar sua renda. Essa produção também visa disseminar a causa indígena, e trazer conhecimento a população brasileira sobre a cultura e a vida cotidiana destas comunidades.